# Panasion
Panasion (greco: Πανάσιον, Πανέσιον) era un'antica cittadina frigia dell'Anatolia, corrispondente all'odierna città di Banaz, nel distretto di Banaz.

## Storia
La prima menzione di Panasion risale al 1176 quando, nonostante la sconfitta patita nella battaglia di Myriokephalon, l'imperatore Manuele I Comneno riuscì a espellere temporaneamente le bande di Turchi che fino ad allora avevano razziato la regione.